# Peter Hraško
Peter Hraško (* 6. listopadu 1991 Detva, Československo) je slovenský lední hokejista hrající na postu obránce. V dorosteneckém i juniorském věku nastupoval za HKm Zvolen. Příležitostně nastupoval i za HC 07 Detva i za Slovenský národní tým ledního hokeje do 20 let, který hraje tamní nejvyšší soutěž. Od sezóny 2011/2012 nastupoval již pouze za muže HKm Zvolen. S ním hned následující rok vyhrál základní část a následně též playoff, takže je mistrem Slovenska 2013. Po sezóně 2014/2015 přestoupil ze Zvolenu do pražské Slavie. Když ale pražský klub na podzim 2016 postihly finanční problémy a zbavoval se některých svých hráčů, propustil i Hraška, který odešel zpět na Slovensko do HKm Zvolen.